# Lilita Ozoliņa
Lilita Ozoliņa, née le 19 novembre 1947 à Riga en Lettonie et morte le 5 juin 2023, est une actrice lettone.

## Biographie
Lilita Ozoliņa est la fille d'Albertīna Ozoliņa, assistante de réalisation et Arvīds Ozoliņš, pilote d'essai.
Lilita est scolarisée à Riga. Elle apprend le métier d'actrice dans la classe de maître de Līvija Akurātere et d'Aloizs Brenčs,  au sein du Théâtre populaire de Riga Film Studio (1965—1968). Parallèlement à ses études, en 1966, elle commence à travailler au Théâtre Dailes où se déroulera toute sa carrière. En 1971, elle est diplômée de la faculté d'art dramatique du Conservatoire de Riga.
Son premier rôle au cinéma est dans le film  Kad lietus un vēji sitas logā (1967). Elle connaît une grande popularité après la sortie du téléfilm Le long chemin dans les dunes ("Ilgais ceļš kāpās", 1981) d'Aloizs Brenčs.
Le 14 octobre 2013, Ozoliņa reçoit le prix "Baltic Star" à Saint-Pétersbourg .
L'actrice a une fille, Liliāna Ozoliņa.

## Distinctions
- 1983 - artiste émérite de la République socialiste soviétique de Lettonie
- 1983 - prix d'État de l'URSS pour le rôle de Marta dans le téléfilm Le long chemin dans les dunes (1981).
- 1996 - meilleure actrice de l'année de Lettonie
- 2008 - prix Lilita Bērziņa
- 2009 - médaille d’honneur de l'Ordre des trois étoiles de Lettonie
- 2013 - prix "Baltic Star"

## Filmographie
- 1967 : Kad lietus un vēji sitas logā d'Aloizs Brenčs : Velta
- 1968 : Ceļa zīmes d'Oļģerts Dunkers : Inga
- 1969 : Stari stiklā d'Imants Krenbergs : Asja Rituma
- 1970 : Uzbērums d'Ēriks Lācis : Dzidra
- 1970 : Klāvs - Mārtiņa dēls d'Oļģerts Dunkers : Lāsma
- 1972 : Peterss de Serguei Tarassov : Nastja
- 1972 : Ceplis de Rolands Kalniņš : épisode
- 1973 : Šahs briljantu karalienei d'Aloizs Brenčs : Maiga Strauta
- 1973 : Oļegs un Aina d'Aleksandrs Leimanis : Aina
- 1974 : Dunduriņš de Boļeslavs Ružs : Dēzija
- 1975 : Melnā vēža spīlēs d'Aleksandrs Leimanis : Māra
- 1976 : Ezera sonāte de Gunārs Cilinskis et Varis Brasla : Vija
- 1979 : Nakts bez putniem de Gunārs Cilinskis : Ilze
- 1979 : Nepabeigtās vakariņas de Jānis Streičs : Soņa
- 1980 : Cīrulīši d'Oļģerts Dunkers : Vizma
- 1981 : Ilgais ceļš kāpās d'Aloizs Brenčs : Marta
- 1982 : Salavecīša personiskā dzīve d'Andris Rozenbergs : Olga Karpovna
- 1982 : Īsa pamācība mīlēšanā d'Imants Krenbergs : Anne
- 1984 : Fronte tēva pagalmā d'Ēriks Lācis : Elga
- 1985 : Dubultslazds d'Aloizs Brenčs : Eva
- 1985 : Satiksimies metro de Viktor Sokolov : Nataša
- 1985 : Chemins d'Anna Fierling (Дороги Анны Фирлинг, Dorogi Anny Firling)de Sergueï Kolossov, téléfilm : Ivetta
- 1986 : Dubultnieks de Rihards Pīks, téléfilm : Ņina
- 1986 : Viņš, viņa un bērni d'Oļģerts Dunkers : Valērija Sņežkova
- 1989 : Zītaru dzimta : Alvīne Zītars
- 1990 : Maija un Paija de Gunārs Piesis : Pate
- 1996 : Anna d'Aloizs Brenčs
- 2000 : Biļete līdz Rīgai
- 2002 : Čižiks. 7 lidojumi de Juris Grave : mère de Čižiks
- 2004 : L'Orchestre rouge d'Alexandre Aravine, série télévisée : Mme Nuayer
- 2016 : Melānijas hronika de Viesturs Kairišs : femme déportée
- 2016 : Šķiršanās formula d'Uldis Cipsts, série télévisée : mère d'Oscar
- 2018 : Bille d'Ināra Kolmane : propriétaire de maison